# Ryu Jun-yeol
Ryu Jun-yeol  (hangul: 류준열; Suwon, 25 de setembro de 1986) é um ator sul-coreano, mais conhecido por ter interpretado Kim Jung-hwan em Reply 1988.

## Filmografia

### Filmes
| Ano  | Título                                  | Personagem       |
| ---- | --------------------------------------- | ---------------- |
| 2012 | Nowhere                                 |                  |
| 2013 | INGtoogi: The Battle of Internet Trolls | Gym man          |
| 2014 | Midnight Sun                            | Yong-hoon        |
| 2014 | One-minded                              |                  |
| 2014 | People In a Hurry                       | Jae-hyun         |
| 2014 | Economic Love                           | Ji-hoon          |
| 2014 | Son Na-rae Rescue Operation             | Hyun-woo         |
| 2015 | Socialphobia                            |                  |
| 2015 | Draw                                    | Sang-hoon        |
| 2016 | SORI: Voice from the Heart              | Seedless Berries |
| 2016 | No Tomorrow                             | Ji-hoon          |
| 2016 | One Way Trip                            | Ji-gong          |
| 2019 | MONEY (돈)                              | Cho Il-Hyun      |

### Dramas
| Ano  | Título        | Personagem    |
| ---- | ------------- | ------------- |
| 2015 | The Producers | Joo Jong-hyun |
| 2015 | Reply 1988    | Kim Jung-hwan |
| 2016 | Lucky Romance | Je Soo Ho     |